# Diorhabda persica
Diorhabda persica es una especie de insecto coleóptero de la familia Chrysomelidae. Fue descrita por Faldermann en 1837.